# Scylacosauridae
De Scylacosauridae zijn een familie van uitgestorven therocephalische therapsiden. Scylacosauriden leefden tijdens het Perm en behoorden tot de meest basale therocephaliërs. De familie werd in 1903 benoemd door de Zuid-Afrikaanse paleontoloog Robert Broom. Scylacosauriden hebben lange snuiten en ongewone sabelachtige hoektanden.
De klade is in 2013 door Adam Keith Huttenlocker gedefinieerd als alle Therocephalia die nauwer verwant zijn aan Scylacosaurus sclateri dan aan Lycosuchus vanderrieti of Theriognathus microps.
Bij een herbeoordeling van de fossielen uit de Zuid-Afrikaanse Beaufortgroep in 2023 werden de volgende geslachten als geldig beschouwd:
- Alopecodon
- Alopecognathus
- Eutheriodon
- Glanosuchus
- Hyorhynchus
- Maraisaurus
- Pardosuchus
- Pristerognathus
- Scylacosaurus

De meeste fossielen zijn gevonden in de Tapinocephalus-faunazone. Daarnaast van fossielen behorend tot de Scylacosauridae gevonden in Rusland. Als groep van grote roofdieren werd de Scylacosauridae zwaar getroffen tijdens de massa-extinctie aan het einde van het Guadalupien. 